# حديقة حيوان طنطا
حديقة حيوان طنطا أو حديقة الأندلس ويطلق عليها أهل الدلتا اسم المنتزه، هي إحدى حدائق الحيوان في مصر، وتتبع الإدارة المركزية لحدائق الحيوان. بدأت أعمال الإنشاء عام 1956 وافتتحت عام 1961 أمام الجمهور بشارع البحر الرئيسي وسط مدينة طنطا وأغلقت أبوابها في 2022 بعد نقل ملكيتها من صفة النفع العام وضمها إلى ملكية صندوق مصر السيادي، ظهرت بوابتها الشهيرة لآخر مرة في عام 2023 ثم شرعت أعمال إزالة الحديقة وغطائها الشجري، كانت تبلغ مساحتها الإجمالية نحو 14 فدانًا ثم اقتُطعت على مراحل عدة عبر الزمن لإنشاء متحف طنطا، واستراحتين، الأولى لمدير أمن الغربية والثانية لرئيس المدينة، ولمشاريع أخرى منها قصر ثقافة الطفل ونقابة المهن الزراعية،لتصل في النهاية إلى (25,035 متر مربع). يوجد أمامها نادي طنطا من شارع البحر (شارع الجيش حاليًا)، وكلية التربية بشارع محب.

## بوابة الحديقة

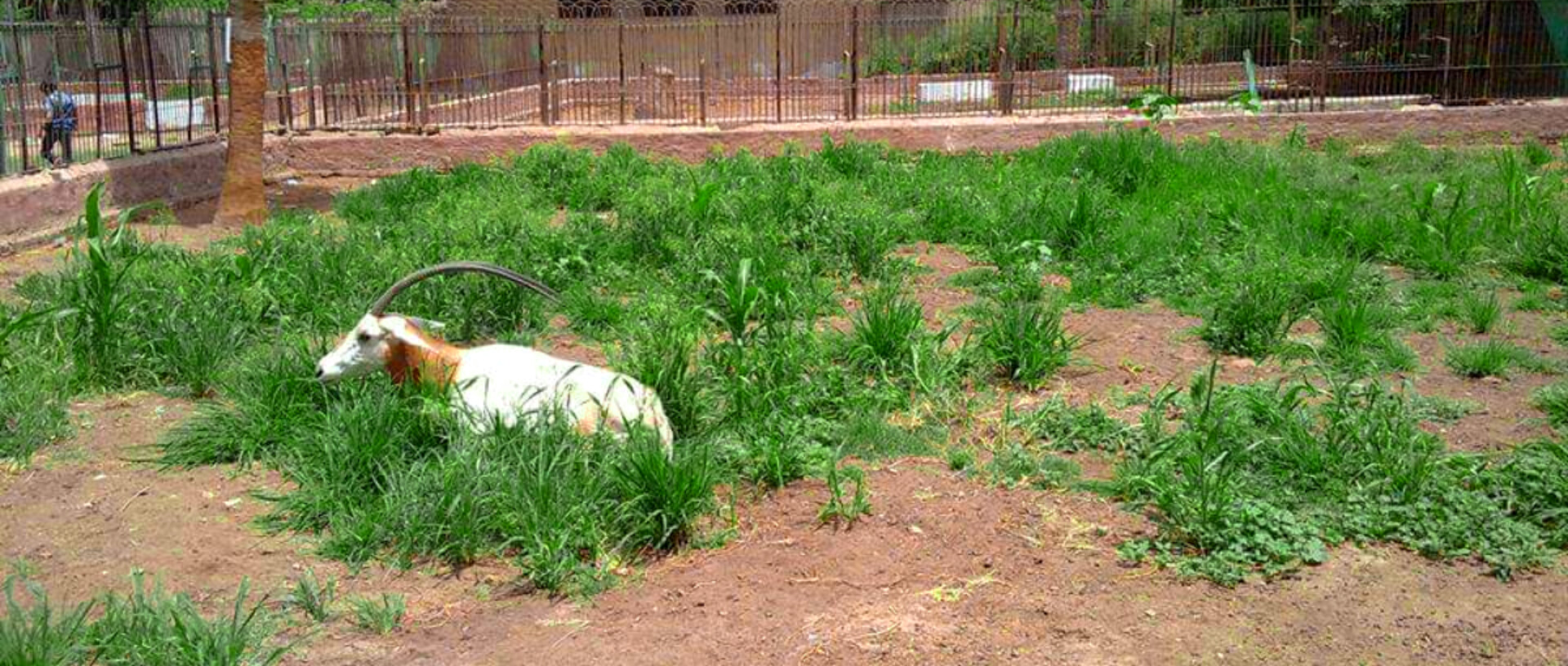

لعل أهم ما يميز حديقة الأندلس بطنطا هو بواباتها الأربع، وبالأخص الرئيسية المطلة على شارع البحر بامتداد عدة أمتار، مبنية من الحجر الرملي، ولكن ليس ما يميزها هو مادة البناء إنما طابع البناء الذي استمد شكله من البوائك الداخلية في مسجد قرطبة بالأندلس، وتتكون من ثلاثة بوائك، اثنتان صغيرتان على الأطراف أحدهما لمرور الدراجات ومدخلها بمستوى الشارع والأخرى لمرور المشاة ومدخلها بمستوى الرصيف، أما المتوسطة فهي بوابة كبير مخصصة لعبور السيارات والمركبات، كُتِبَ عليها "وزارة الزراعة - حدائق الأندلس - الادارة المركزية لحدائق الحيوان بالجمهورية" تتزين بالأضوية الخضراء والحمراء ليلًا.
تُزخرف النقوش البارزة الملونة الزاهية عالية الإتقان بوابة الحديقة والجزء الملاصق لها من الأسوار، عددها 12 نقشًا أكبرهم هو نقش النعامة والآيل وكركي متوج إلى جانب نقوش لطيور صغيرة على البوابة نفسها مثل نقشين لطائر أبو قرن هندي ونقشين لطائر الهدهد، تهالكت تلك النقوش واختفت ألوانها مع الزمن بفعل الشمس والرياح وعبث المارة، مما جعل إدارة الحديقة لاحقًا تستبدلها بمجسمين حديديّن كبيرين لزرافتين متقابلتين لم يكتملا حتى وقت هدم البوابة، وتغطية النقوش الكبيرة بأحجار تزيين الواجهات.
تم هدم البوابة عام 2023 بعد شراء إحدى الشركات للأرض التي تقع بها البوابة وأقامت في مكانها محطة وقود وعدة مطاعم، ثم لحقتها باقي البوابات في نفس العام لأغراض أخرى. سكان الدلتا ومحافظة الغربية كانوا يعتبرونها أهم رموز السعادة لديهم ومرجِعًا لذكريات الطفولة المبهجة.
بنيت بوابة جديدة على الطراز الحديث للجزء المتبقي من الحديقة، على أن تكون مسطحًا أخضرًا وحسب، على مساحة 5 أفدنة، دون بحيرات أو حيوانات وطيور.

## الغطاء النباتي

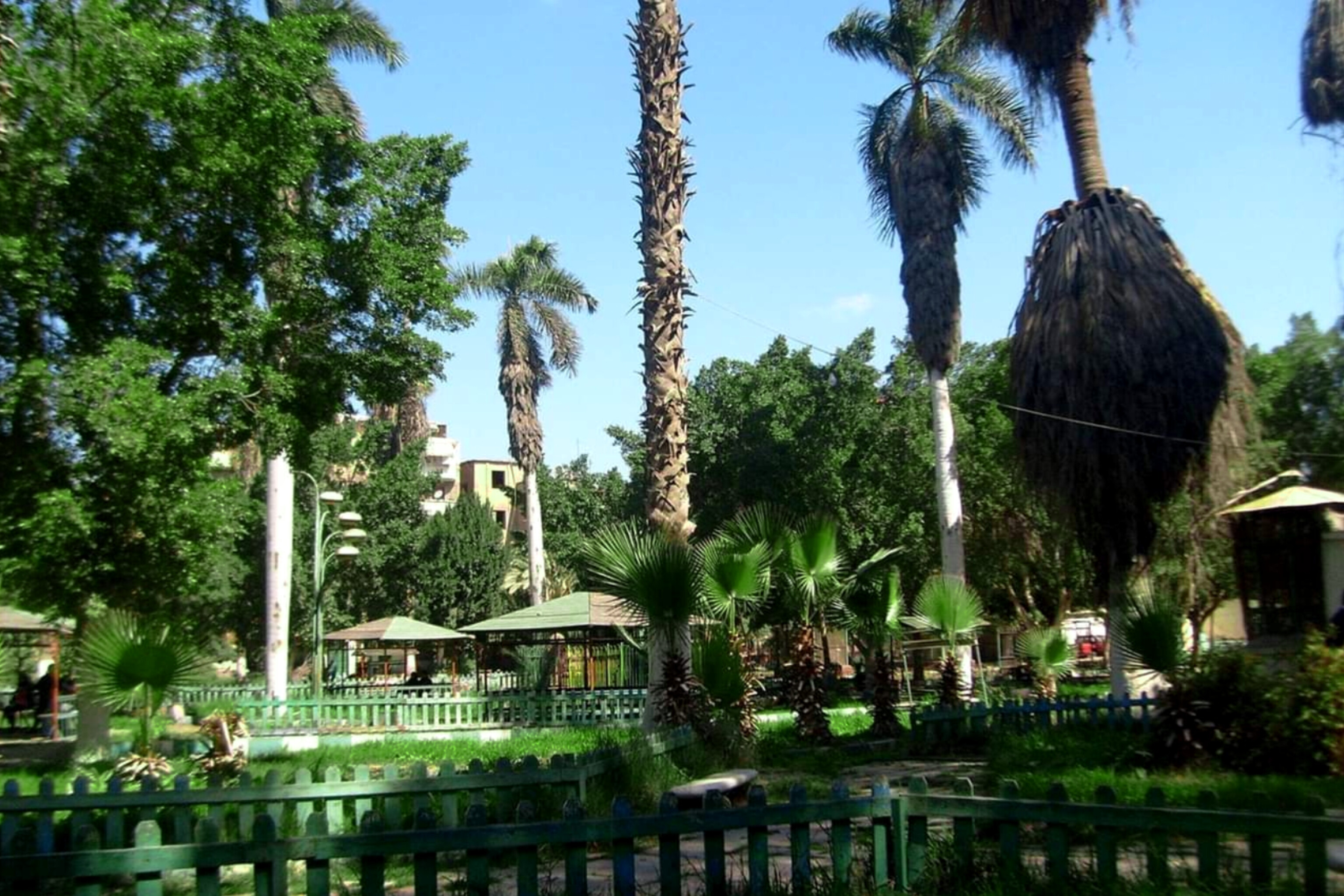
منظر داخلي للحديقة 2013

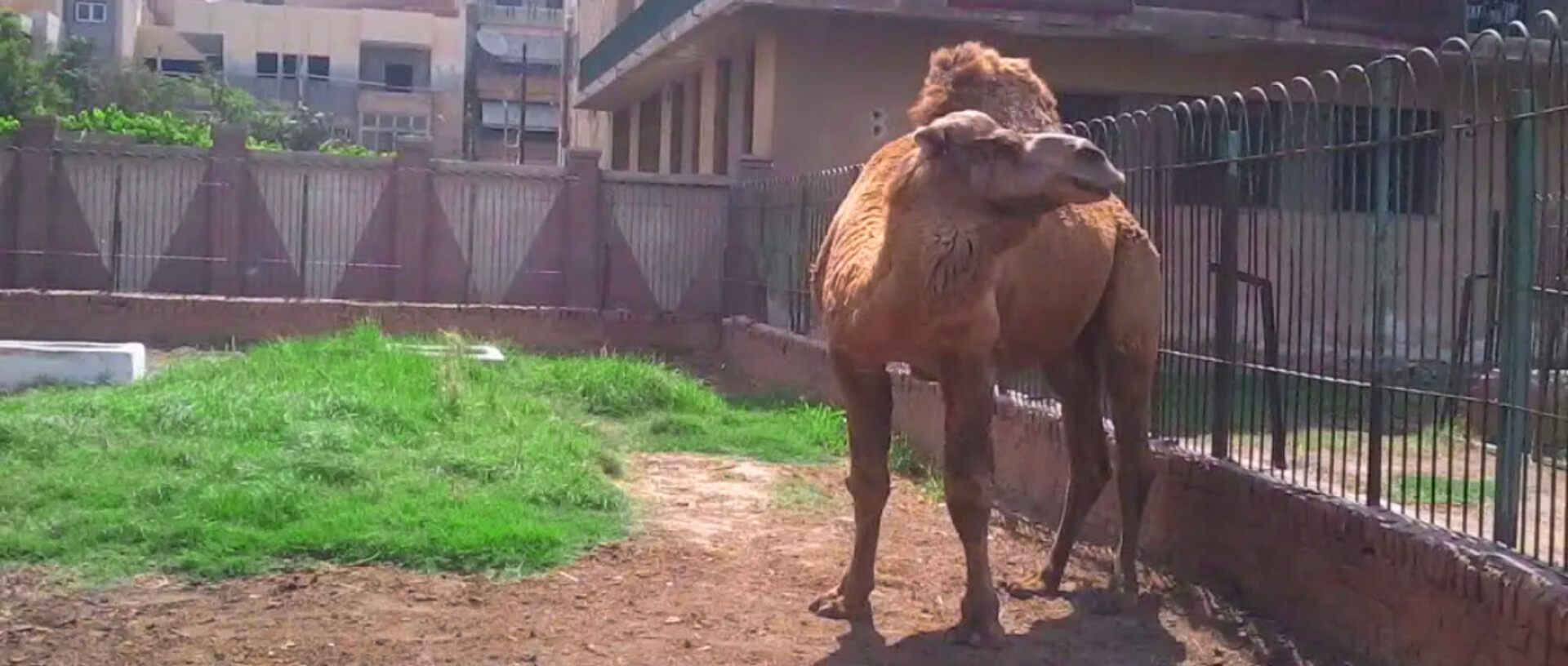

تميزت الحديقة بأنها واحدة من أضخم حدائق حيوان مصر وأكثرها ازدهارًا بالأنواع النباتية والحيوانية.
ولعل أشهر ما يتواجد بالحديقة من أشجار هي شجرة مهرشة الفيل والعديد من النخيل والأشجار المعمرة التي ناهز إرتفاعها الأبراج المجاورة.
حسب آخر إحصاء قبل الشروع في أعمال إزالة الحديقة صرحت جامعة طنطا بوجود 115 شجرة و 112 نخلة مختلفة الإرتفاعات، خلال أعمال تقيلم لها والتي تعثرت نتيجة كمية الجريد الكثيفة المتراكمة على النخيل لعشرات السنوات دون تقليم أو اهتمام.

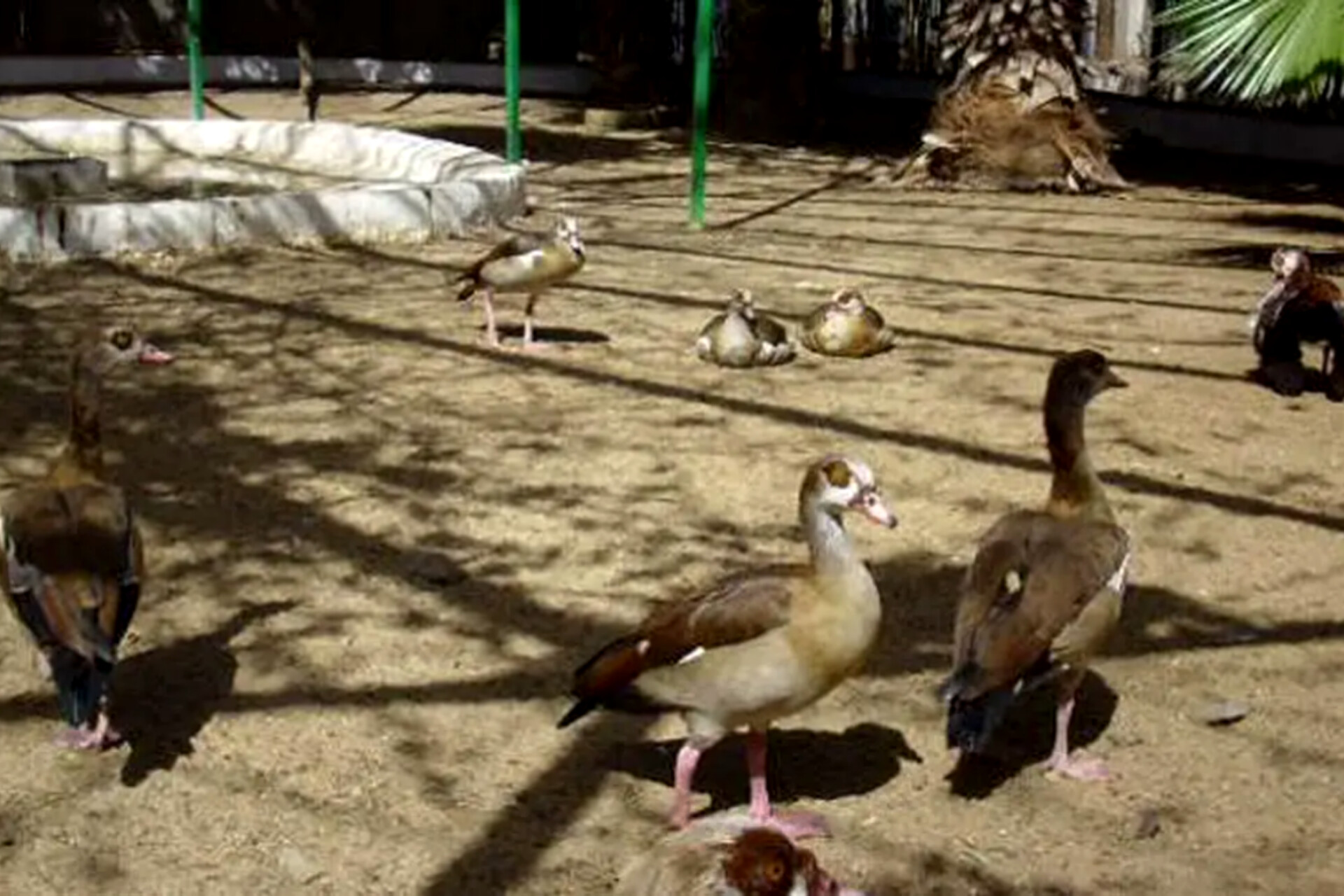

بعد إزالة الحديقة وقسمها إلى نصفين، القسم الأول الذي احتوى المشاريع الخدمية لم يبقْ به إلا نخلة واحدة وشجرة واحدة ضخمة اشتهرت عند سكان طنطا باسم شجرة المَدخل
أما القسم الثاني والذي بقي كمساحة خضراء تم تطويرها لم يبقْ به إلا شجرة مهرشة الفيل وإحدى شجرات الكافور المعمرة إلى جانب 4 من أشجار النخيل وأشجار مصرية الموطن، يأتي ذلك رغم تعهد الحكومة المصرية بالحفاظ على كافة الغطاء الشجري للحديقة وعدم إزالة أي شئ منه.

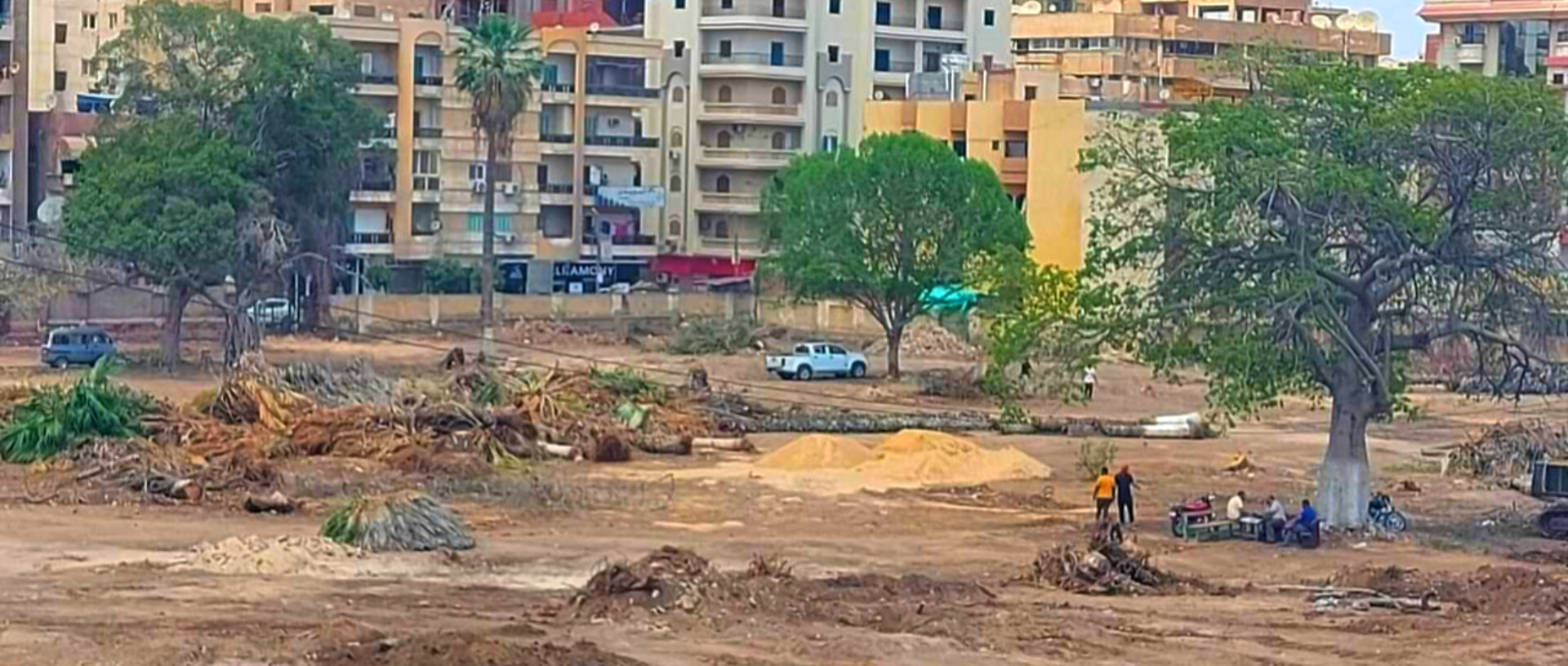
الأندلس الجديدة بعد إزالة أغلب الأشجار التاريخية مع الإبقاء على أحد أشجار مهرشة الفيل تظهر أقصى يمين الصورة

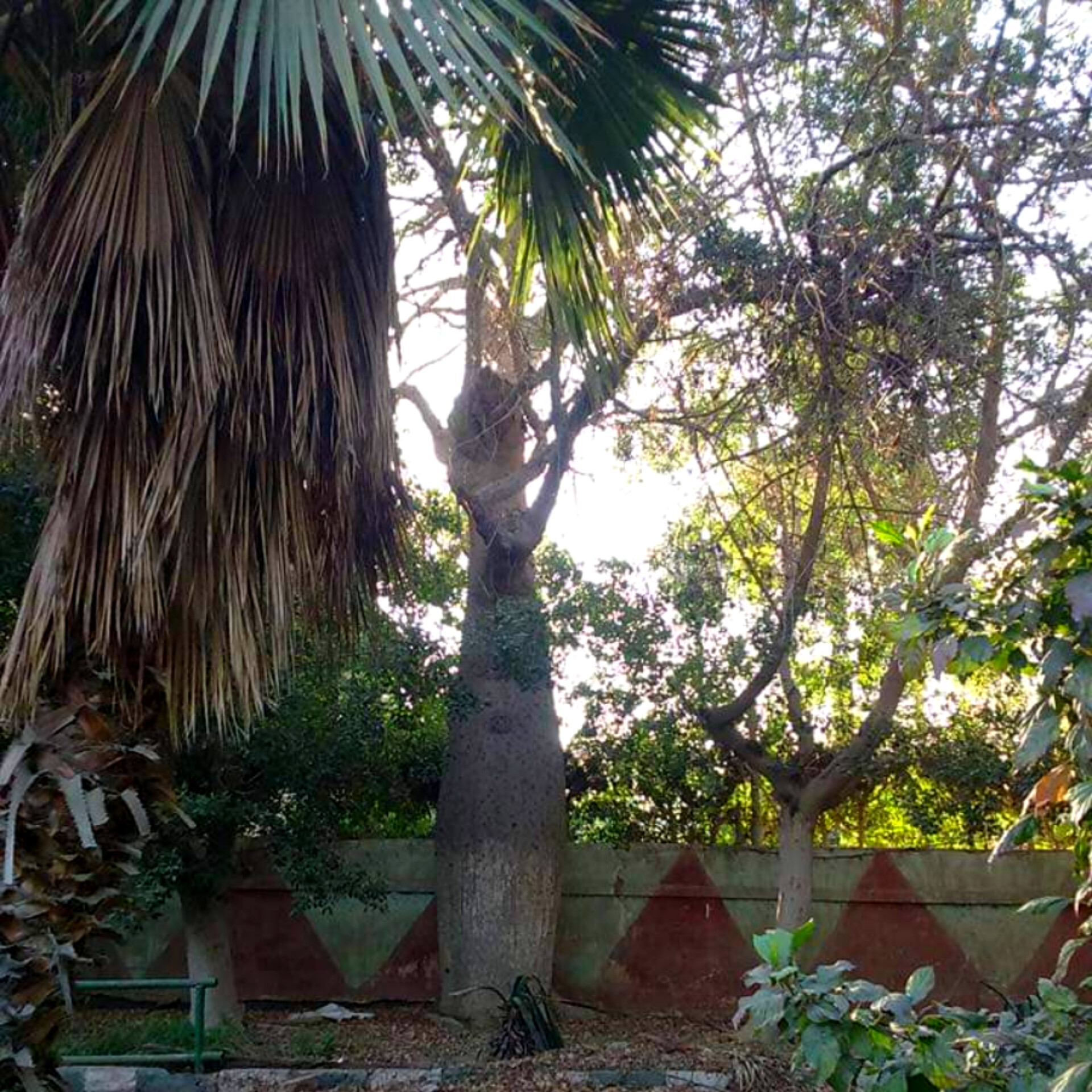
مهرشة الفيل

## وقائع وأحداث
واقعة 23 نوفمبر 2013
تسببت في نفوق العديد من الحيوانات وتدهورها صحيًا بعد إغلاق اللواء محمد نعيم محافظ الغربية السابق أبواب الحديقة الأربعة بالشمع الأحمر بعد ظهر يوم الخميس 23 نوفمبر 2013 بسبب التطوير وإصراره على بيع أرض الحديقة وأخرج جميع العمال وحراس الحيوانات.
سمع السكان المجاورون للحديقة أنين الحيوانات واستغاثاتهم بسبب الجوع والعطش وأبلغوا الجهات المختصة.
أصدرت نيابة قسم ثان الغربية قرارًا يوم السبت 25 نوفمبر 2013، بفتح أحد الأبواب الجانبية لحديقة حيوان طنطا على وجه السرعة لتقديم الوجبات والأغذية للحيوانات داخل حظائرها بالحديقة، وذلك بعد نفاد الأغذية.
واقعة 28 أغسطس 2017
شهدت مدينة طنطا حالة من الفوضى والشلل المرورى لعدة ساعات، وانتشر رجال الحماية المدنية في الشوارع بشكل أثار الفزع في قلوب المواطنين إلا أنه سرعان ماتبين للأهالي، أن حالة الاستنفار سببها "نسناس" هارب من حديقة حيوان طنطا، وبعد ساعات من المطاردة نجحت إدارة حديقة حيوان طنطا بالغربية بالاشتراك مع رجال الحماية المدنية في إعادة النسناس إلى الحديقة بعد هروبه منطلقا بشارع البحر الرئيسي.
وبحسب تصريحات المسئولين في حديقة الحيوان فإن القردة الهاربة تنتمي لفصيلة النسناس وتدعى روبي تم جلبها للحديقة في عام 2012.الحماية المدنية شكلت على الفور حملة من ضباط المرافق والحماية المدنية لمحاولة ضبطه وتم استخدام السلالم المتطورة الخاصة بإدارة الحماية المدنية وتمكنوا من الإمساك به بصعوبة بالغة وتوقفت حركة المرور بالشارع تمامًا، الذى يعد أهم شوارع طنطا.
السبب في الواقعة:-
نشوب مشاجرة بين مجموعة من الشباب بالحديقة بالتزامن مع تجهيزها ترقبًا لتزايد أعداد الزوار خلال أيام العيد، على إثرها قام أحدهم بفتح قفص القرود للتنظيف ما تسبب في هروب قرد من الحديقة مسرعًا وتسلل إلى أعلى سطح إحدى العمارات بشارع سعيد تقاطع شارع محب في مدينة طنطا، وتسلق البرج السكنى من على المواسير.
3 سبتمبر 2020
أنهت حديقة الحيوان مسيرتها واستقبالها للجمهور بعد أكثر من 59 عامًا من البهجة، وحتى عامها الأربعين كانت مثالًا لجمال حدائق مصر بمعايير عالمية حتى بدأ شبح الإهمال ينهشها تدريجيًا. في التاريخ السابق ذكره، تم الإعلان عن ضم أراضي الحديقة المتبقية (أقل من 6 أفدنة) إلى صندوق مصر السيادي.

## فيسبوك
- معا لتطوير حديقة حيوان طنطا  على فيسبوك.
- رابطة اوار  على فيسبوك.
- Help rescue animals in Egypt Zoos  على فيسبوك.
- الهيئة العامة للخدمات البيطرية بجمهورية مصر العربية  على فيسبوك.

## وصلات خارجية
- نفوق «آيل» أوروبي بحديقة حيوان طنطا بسبب نقص الطعوم ، الدستور في 12 مايو 2013
- لجنة هندسية لتطوير «أندلس طنطا»[وصلة مكسورة] ، الأهرام المسائى في 29 سبتمبر 2012
- اهمال وفساد بحديقة حيوان طنطا.. انتشار الفعل الفاضح وحيوانات مهددة بالموت في غياب تام للمسئولين  ، ميدان البحيرة في 13 يناير 2012
- واقعة هروب النسناس 2017
- تنظيم الأنشطة بالحديقة